# روز خبرنگار
هفدهم مرداد هر سال، روز خبرنگار در تقویم جمهوری اسلامی ایران است.

## دلیل نام گرفتن
در ۱۷ مرداد ۱۳۷۷، خبرنگار ایرنا به همراه هشت دیپلمات ایرانی در سفارت ایران در کابل، به دست طالبان کشته شدند و از آن زمان، ۱۷ مرداد به عنوان روز خبرنگار در ایران نامگذاری شد. این خبرنگار محمود صارمی نام داشت و نامگذاری این روز به روز خبرنگار توسط شورای فرهنگ عمومی انجام شد.

## مراسمات
هر ساله در ایران برای بزرگداشت حرفه خبرنگاری و روزنامه‌نگاری، جشنواره ملی رسانه برگزاری می‌شود که روز اختتامیه آن،‌ با روز خبرنگار مصادف است.

## نظرگاه دیگران
- محمدجواد ظریف، روز خبرنگار را نماد پیوستگی دیپلماسی و رسانه می‌داند و به عنوان نماد نفرت از طالبان معرفی کرده است.[۴]